# Inventering
Inventering är en observationsundersökning där data och information insamlas. I butiker och lager görs detta genom att man räknar vad som finns i lager och i tillämpbara fall registrerar priser, stämmer av datakassornas rapporter etc. Detta görs ofta för att få en överblick samt att sätta en statistik över de varor som befinner sig på en specifik plats. 
Inventering kan även innebära naturinventering, där man mäter förekomsten av en eller flera organismer i ett område. Detta kan göras i olika skalor och på olika nivåer, till exempel antalet rödlistade svampar i ett län, frekvensen levermossor på ett försöksområde eller en undersökning av olika djur och/eller växter man hittar i en eller flera provrutor. 
Ibland kan man inventera annat också såsom strumpor i en låda eller legobitar i en ask. 